# 田所秀孝
田所 秀孝（たどころ ひでたか、1950年10月31日 - ）は、日本中央競馬会 (JRA) ・栗東トレーニングセンターに所属していた元騎手・元調教師。父は田所秀雄元調教師、伯父は田所稔元調教師、従兄弟の夫は田所清広元調教師である。

## 来歴
1966年、4月に父の京都・田所秀雄厩舎所属で騎手候補生となる。
1969年、4月に東京・中村広厩舎所属となる。
1971年、騎手免許を取得し同厩舎よりデビュー。同期には中野栄治、南井克巳らがいる。3月6日にオンワードケイトで初騎乗し11着。5月15日にスガワシに騎乗して勝利し初勝利を挙げる。
1971年11月6日に行われた福島競馬第1競走のアラブ系3歳未勝利戦（9頭立て）で、タマワイチに騎乗し勝利した。しかしタマワイチの単勝馬券は無投票（総投票数は1928票）で、単勝式的中者なしとして1票あたり70円を返金するという、いわゆる「特払い」となった（複勝式は2840票中46票の投票も、やはり最低人気であった）。なお、中央競馬での特払いはこのレース以降現れていない。
1977年、11月に父の栗東・田所秀雄厩舎所属となる。
1978年、阪神4歳牝馬特別をサンエムジョオーで制し重賞初勝利を挙げる。
1995年、2月に調教師免許を取得し騎手を引退する。騎手成績はJRA通算4152戦292勝（うち重賞3勝）。 
1996年、厩舎を開業。1月27日、初出走となった京都競馬場での第3競走は、ヤクモアゲインが4着となる。3月17日に阪神競馬場での第2競走でヤクモアゲインが勝利し、のべ15戦目で初勝利を挙げる。
1998年、アーリントンカップをダブリンライオンが制しJRA重賞初勝利を挙げる。
2007年、函館記念をエリモハリアーが制し同レース3連覇を達成する。
2018年、中山大障害をニホンピロバロンで制してJ・GⅠ初勝利を挙げた。
2021年、2月28日をもって、定年のため調教師を引退。同年6月20日付でJRA裁定委員会外部委員に委嘱される。期間は2年間。

## 騎手成績
| 通算成績 | 1着 | 2着 | 3着 | 騎乗数 | 勝率 | 連対率 |
| -------- | --- | --- | --- | ------ | ---- | ------ |
| 平地     | 274 | 329 | 385 | 4020   | .068 | .150   |
| 障害     | 18  | 19  | 15  | 132    | .136 | .280   |
| 計       | 292 | 348 | 400 | 4152   | .070 | .154   |

|            | 日付           | 競走名          | 馬名             | 頭数 | 人気 | 着順 |
| ---------- | -------------- | --------------- | ---------------- | ---- | ---- | ---- |
| 初騎乗     | 1971年3月6日   | -               | オンワードケイト | -    | -    | 11着 |
| 初勝利     | 1971年5月15日  | -               | スガワシ         | -    | -    | 1着  |
| 重賞初騎乗 | 1971年10月24日 | 福島大賞典      | デボートターフ   | 9頭  | 8    | 8着  |
| 重賞初勝利 | 1978年3月19日  | 阪神4歳牝馬特別 | サンエムジョオー | 14頭 | 6    | 1着  |
| GI級初騎乗 | 1978年4月9日   | 桜花賞          | サンエムジョオー | 21頭 | 3    | 2着  |

### 主な騎乗馬
- サンエムジョオー（1978年阪神4歳牝馬特別）
- アンバーライオン（1993年シンザン記念）
- サムソンビッグ（1994年きさらぎ賞）

その他
- ミヤマポピー

## 調教師成績
|            | 日付           | 競馬場・開催  | 競走名        | 馬名             | 頭数 | 人気 | 着順 |
| ---------- | -------------- | ------------- | ------------- | ---------------- | ---- | ---- | ---- |
| 初出走     | 1996年1月27日  | 2回京都1日3R  | 4歳未勝利     | ヤクモアゲイン   | 16頭 | 4    | 4着  |
| 初勝利     | 1996年3月17日  | 1回阪神8日2R  | 4歳未勝利     | ヤクモアゲイン   | 12頭 | 1    | 1着  |
| 重賞初出走 | 1996年9月21日  | 2回函館7日11R | 函館3歳S      | シルクマスタング | 8頭  | 5    | 4着  |
| 重賞初勝利 | 1998年3月1日   | 1回阪神2日11R | アーリントンC | ダブリンライオン | 11頭 | 6    | 1着  |
| GI初出走   | 1997年5月11日  | 2回東京8日11R | NHKマイルC    | シルクマスタング | 18頭 | 15   | 9着  |
| GI初勝利   | 2018年12月22日 | 5回中山7日10R | 中山大障害    | ニホンピロバロン | 13頭 | 3    | 1着  |

### 通算成績
|      |      | 1着 | 2着 | 3着 | 4着以下 | 出走回数 | 勝率 | 連対率 | 3着以内率 |
| ---- | ---- | --- | --- | --- | ------- | -------- | ---- | ------ | --------- |
| 中央 | 平地 | 350 | 371 | 366 | 5115    | 6202     | .056 | .116   | .175      |
| 中央 | 障害 | 17  | 22  | 20  | 144     | 203      | .084 | .192   | .291      |
| 地方 |      | 21  | 24  | 21  | 106     | 172      | .122 | .262   | .384      |
| 計   |      | 388 | 417 | 407 | 5365    | 6577     | .059 | .122   | .184      |

### 主な管理馬
- ダブリンライオン（1998年アーリントンカップ）
- イシヤクマッハ（2001年グランシャリオカップ）
- メイプルロード（2002年小倉2歳ステークス）
- エリモハリアー（2005年 - 2007年函館記念）
- オリエンタルロック（2007年札幌2歳ステークス）
- ダブルウェッジ（2009年アーリントンカップ）
- クロフネサプライズ（2013年チューリップ賞）
- ニホンピロバロン（2016年京都ハイジャンプ、阪神ジャンプステークス、2018年中山大障害）
- サヤカチャン

## 主な厩舎所属者
- 北村浩平（元・所属騎手、現在は須貝尚介厩舎所属の調教助手）
- 原田敬伍[2]（2013年 - 2014年。元・所属騎手）
- 西村淳也（2018年 - 2019年。元・所属騎手）
- 前川恭子（元調教助手、2018年 - 2019年。JRA初の女性調教師）